# Sky Professional Cycling Team 2010
Questa voce raccoglie le informazioni riguardanti lo Sky Professional Cycling Team nelle competizioni ufficiali della stagione 2010.

## Stagione
Avendo licenza da UCI ProTeam, la squadra ciclistica britannica ha diritto di partecipare alle gare del Calendario mondiale UCI 2010, oltre a quelle dei circuiti continentali UCI.

## Organico

### Staff tecnico
GM=General manager; DS=Direttore sportivo; TM=Team manager.
|  | Naz.                   | Ruolo | Sportivo          |  |  |  |
|  | ---------------------- | ----- | ----------------- |  |  |  |
|  | Regno Unito (bandiera) | GM    | David Brailsford  |  |  |  |
|  | Australia (bandiera)   | TM    | Scott Sunderland  |  |  |  |
|  | Svezia (bandiera)      | DS    | Marcus Ljungqvist |  |  |  |
|  | Paesi Bassi (bandiera) | DS    | Steven de Jongh   |  |  |  |
|  | Regno Unito (bandiera) | DS    | Sean Yates        |  |  |  |

### Rosa
|  | Naz.                     |  | Sportivo             | Anno |  |  |
|  | ------------------------ |  | -------------------- | ---- |  |  |
|  | Norvegia (bandiera)      |  | Kurt Asle Arvesen    | 1975 |  |  |
|  | Sudafrica (bandiera)     |  | John-Lee Augustyn    | 1986 |  |  |
|  | Canada (bandiera)        |  | Michael Barry        | 1975 |  |  |
|  | Norvegia (bandiera)      |  | Edvald Boasson Hagen | 1987 |  |  |
|  | Finlandia (bandiera)     |  | Kjell Carlström      | 1976 |  |  |
|  | Francia (bandiera)       |  | Sylvain Calzati      | 1979 |  |  |
|  | Italia (bandiera)        |  | Dario Cioni          | 1974 |  |  |
|  | Regno Unito (bandiera)   |  | Steve Cummings       | 1981 |  |  |
|  | Regno Unito (bandiera)   |  | Russell Downing      | 1978 |  |  |
|  | Spagna (bandiera)        |  | Juan Antonio Flecha  | 1977 |  |  |
|  | Regno Unito (bandiera)   |  | Chris Froome         | 1985 |  |  |
|  | Australia (bandiera)     |  | Simon Gerrans        | 1980 |  |  |
|  | Australia (bandiera)     |  | Mathew Hayman        | 1978 |  |  |
|  | Nuova Zelanda (bandiera) |  | Greg Henderson       | 1976 |  |  |
|  | Regno Unito (bandiera)   |  | Peter Kennaugh       | 1989 |  |  |
|  | Svezia (bandiera)        |  | Thomas Löfkvist      | 1984 |  |  |
|  | Norvegia (bandiera)      |  | Lars Petter Nordhaug | 1984 |  |  |
|  | Belgio (bandiera)        |  | Serge Pauwels        | 1983 |  |  |
|  | Francia (bandiera)       |  | Nicolas Portal       | 1979 |  |  |
|  | Italia (bandiera)        |  | Morris Possoni       | 1984 |  |  |
|  | Regno Unito (bandiera)   |  | Ian Stannard         | 1987 |  |  |
|  | Australia (bandiera)     |  | Chris Sutton         | 1984 |  |  |
|  | Regno Unito (bandiera)   |  | Ben Swift            | 1987 |  |  |
|  | Regno Unito (bandiera)   |  | Geraint Thomas       | 1986 |  |  |
|  | Italia (bandiera)        |  | Davide Viganò        | 1984 |  |  |
|  | Regno Unito (bandiera)   |  | Bradley Wiggins      | 1980 |  |  |

## Ciclomercato
| Kurt Asle Arvesen    | Saxo Bank               |
| John-Lee Augustyn    | Barloworld              |
| Michael Barry        | Columbia                |
| Edvald Boasson Hagen | Columbia                |
| Kjell Carlström      | Liquigas                |
| Sylvain Calzati      | Agritubel               |
| Dario Cioni          | ISD                     |
| Steve Cummings       | Barloworld              |
| Russell Downing      | Candy TV-Marshall Pasta |
| Juan Antonio Flecha  | Rabobank                |
| Chris Froome         | Barloworld              |
| Simon Gerrans        | Cervélo                 |
| Mathew Hayman        | Rabobank                |
| Greg Henderson       | Columbia                |
| Peter Kennaugh       | neo pro                 |
| Thomas Löfkvist      | Columbia                |
| Lars Petter Nordhaug | Joker-Bianchi           |
| Serge Pauwels        | Cervélo                 |
| Nicolas Portal       | Caisse d'Epargne        |
| Morris Possoni       | Columbia                |
| Ian Stannard         | ISD                     |
| Chris Sutton         | Garmin                  |
| Ben Swift            | Katusha                 |
| Geraint Thomas       | Barloworld              |
| Davide Viganò        | Fuji-Servetto           |
| Bradley Wiggins      | Garmin                  |

## Palmarès

### Corse a tappe
ProTour
- Tour Down Under

6ª tappa (Chris Sutton)
- Parigi-Nizza

1ª tappa (Greg Henderson)
- Tirreno-Adriatico

7ª tappa (Edvald Boasson Hagen)
- Giro d'Italia

1ª tappa (Bradley Wiggins)
- Critérium du Dauphiné

7ª tappa (Edvald Boasson Hagen)
- Eneco Tour

4ª tappa (Greg Henderson)
Classifica a punti (Edvald Boasson Hagen)
Continental
- Tour of Qatar

1ª tappa (cronosquadre)
- Tour of Oman

3ª tappa (Edvald Boasson Hagen)
6ª tappa (Edvald Boasson Hagen)
- Critérium International

2ª tappa (Russell Downing)
- Tour de Picardie

2ª tappa (Ben Swift)
Classifica generale (Ben Swift)
- Ster Elektrotoer

3ª tappa (Greg Henderson)
- Brixia Tour

3ª tappa (Chris Sutton)
- Tour de Wallonie

5ª tappa (Russell Downing)
Classifica generale (Russell Downing)
- Tour of Britain

2ª tappa (Greg Henderson)

### Corse in linea
Continental
- Omloop Het Nieuwsblad (Juan Antonio Flecha)
- Dutch Food Valley Classic (Edvald Boasson Hagen)

### Campionati nazionali
Strada
- Campionati britannici

In linea (Geraint Thomas)
Cronometro (Bradley Wiggins)
- Campionati norvegesi

Cronometro (Edvald Boasson Hagen)

## Classifiche UCI

### Calendario mondiale UCI
Individuale
Piazzamenti dei corridori del Team Sky nella classifica individuale del Calendario mondiale UCI 2010.
| Pos. | Ciclista             | Punti |
| ---- | -------------------- | ----- |
| 16   | Edvald Boasson Hagen | 228   |
| 53   | Greg Henderson       | 103   |
| 71   | Juan Antonio Flecha  | 71    |
| 132  | Bradley Wiggins      | 18    |
| 144  | Geraint Thomas       | 15    |
| 161  | Thomas Löfkvist      | 10    |
| 173  | Dario Cioni          | 8     |
| 184  | Chris Sutton         | 7     |
| 254  | Steve Cummings       | 1     |
| 269  | Davide Viganò        | 1     |

Squadra
Il Team Sky ha chiuso in quindicesima posizione con 435 punti.